# Nana (prénom)
Pour les articles homonymes, voir Nana.
Nana est un prénom.
- Pour l'ensemble des articles sur les personnes portant ce prénom, consulter :
  - la liste des articles dont le titre commence par ce prénom
  - les listes produites par Wikidata : Liste des personnes de prénom « Nana » — même liste en incluant les éventuels prénoms composés qui contiennent « Nana ».

## Occident
Nana est une forme familière des prénoms Anne ou Anna.

### Personnalités
- Nana Mouskouri, chanteuse grecque (1934-)
- Nana Alexandria, joueuse d'échecs (1949-)
- Nana Bryant, actrice américaine (1888-1955)
- Nana de Varennes, actrice québécoise (1885-1981)
- Nana Djordjadze, réalisatrice géorgienne (1948-)
- Nana Dzagnidze, joueuse d'échecs (1987-)
- Nana Ioseliani, joueuse d'échecs (1962-)
- Naná Vasconcelos, percussionniste brésilien (1944-)
- Nana Visitor, actrice américaine (1957-)
- Nana, née Im Jin-ah, chanteuse sud-coréenne et membre du girl group After School (1991-)

### Personnages de fictions
Dans Nana, le roman d'Émile Zola, Nana s'appelle en réalité Anna Coupeau. Même si ce n'est pas une certitude, le prénom de l'héroïne de Zola semble à l'origine du terme d'argot « nana » (première mention en 1949), qui a d'abord désigné une prostituée, puis une maîtresse, une concubine, et aujourd'hui une jeune fille ou une femme.

## Afrique
- Nana Addo Dankwa Akufo-Addo, homme politique ghanéen (1944-)
- Nana Asare, footballeur ghanéen (1986-)
- Nana, prénom bantou

## Asie

### Inde
- Nana Patekar, acteur et réalisateur (1951-)
- Nânâ Sâhib, chefs de la révolte des Cipayes (1820-?)

### Japon
Nana signifie « sept » en kanji (七).
- Nana Eikura, actrice (1988-)
- Nana Kitade, chanteuse (1987-)
- Nana Kondō, chanteuse (1973-)
- Nana Miyagi, joueuse de tennis (1971-)
- Nana Mizuki, seiyū et chanteuse (1980-)
- Nana Natsume, actrice porno (1982-)
- Nanako Takushi, alias Nana, chanteuse du groupe MAX (1976-)